# Nils Jonsson (1873–1939)
Nils Jonsson, född 13 september 1873 i Degerfors församling, Västerbottens län, död 12 april 1939 i Degerfors kyrkobokföringsdistrikt, Västerbottens län, var en svensk folkmusiker och riksspelman. Ersson deltog på Riksspelmansstämman på Skansen 1910 och Riksspelmansstämman på Skansen 1920.